# 붉은숲쥐아과
붉은숲쥐아과 또는 네소미스아과(Nesomyinae)는 쥐아목 붉은숲쥐과에 속하는 설치류 분류군이다. 9개 속에 27종으로 이루어져 있다. 마다가스카르섬에서만 서식하며, 여러 형태와 크기가 존재하고 다양한 생태적 지위를 차지하고 있다.

## 하위 분류
- 마다가스카르자이언트쥐속 (Hypogeomys)
- 붉은숲쥐속 (Nesomys)
- 마다가스카르짧은꼬리쥐속 (Brachyuromys)
- 마다가스카르산악쥐속 (Monticolomys)
- 왕발생쥐속 (Macrotarsomys)
- 마다가스카르흰꼬리쥐속 (Brachytarsomys)
- 로버트마다가스카르쥐속 (Gymnuromys)
- 보알라보속 (Voalavo)
- 술꼬리쥐속 (Eliurus)